# Montesquiou, Gers
Montesquiou är en kommun i departementet Gers i regionen Occitanien i sydvästra Frankrike. Kommunen ligger i kantonen Montesquiou som tillhör arrondissementet Mirande. År 2022 hade Montesquiou 569 invånare.

## Befolkningsutveckling
Antalet invånare i kommunen Montesquiou
Referens:INSEE